# 道格拉斯·赫爾利
道格拉斯·杰拉爾德·赫爾利（英語：Douglas Gerald Hurley，1966年10月21日—），美國工程師，曾任海軍陸戰隊飛行員，現任NASA太空人。他執飛了于2009年7月的太空梭任務STS-127和2011年7月太空梭計劃的最後一次飛行STS-135。他第三次進入太空，是載人天龍號太空船示範2號任務，在此任務中他擔任指揮官，這是自STS-135以來首次從美國本土發射的載人航天任務。他還是第一位駕駛F/A-18E/F超級大黃蜂的海軍陸戰隊員。他的呼號是“Chunks”，有時在通訊迴路中也用這個名字來稱呼他。

## 早年與學歷
赫爾利於1966年10月21日出生於紐約的恩迪科特（Newicott），並在紐約的阿巴拉欽度過了自己的童年。他於1984年畢業於紐約奥韦戈的Owego Free Academy，並以優異的成績從杜蘭大學畢業，並獲得了文學學士學位。 1988年獲得土木工程博士學位。他還是杜蘭大學海軍預備軍官訓練團（NROTC）計劃和美國海軍陸戰隊預備軍官學校的傑出畢業生。